# Одесская биржа

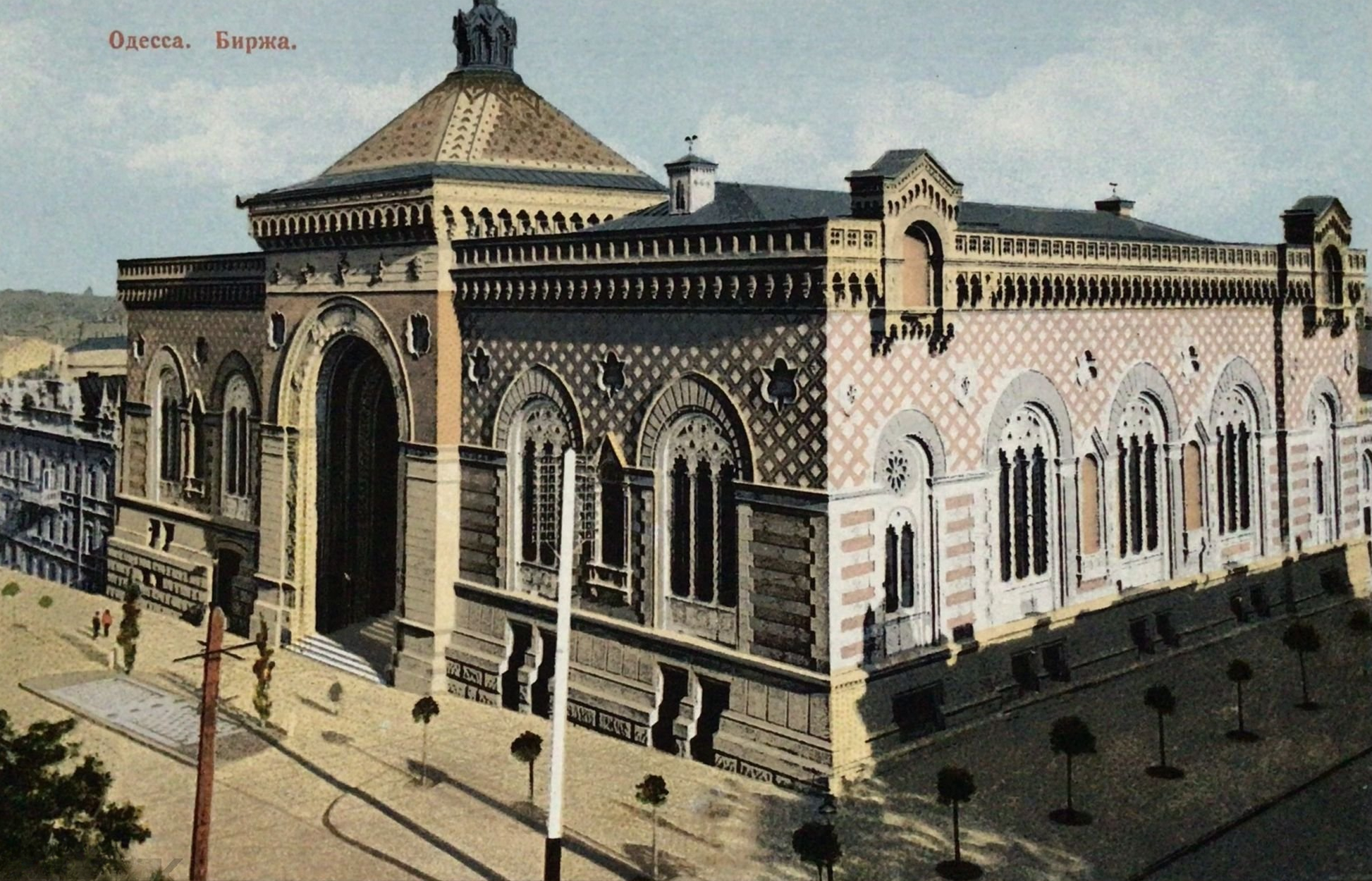
Здание «Новой купеческой биржи», 1900 год (арх. А. О. Бернардацци)

Оде́сская би́ржа — вторая биржа после Санкт-Петербургской в России. Основанная ещё в 1796 году, она была не только товарной, но и фондовой. Занимала особое положение в ряду других бирж Российской империи.

## История

### Хлебная торговля
Хлебный отпуск был главным жизненным нервом городской внутренней торговли, торговля зерновыми продуктами в разные годы составляла до 70 процентов. И неудивительно, что одесситы немало заботились об устройстве хлебной торговли. Они приняли меры к устройству удобной хлебной гавани, провели по особой эстакаде железную дорогу с приспособлениями для непосредственной погрузки хлебного товара из вагонов в трюмы пароходов. Общество юго-западных железных дорог в 1890-х годах открыло в Одессе элеватор. В интересах хлебной торговли в Одессе была учреждена хлебная инспекция. Хлеботорговцами неоднократно поднимался вопрос «о необходимости устройства в Одессе по примеру заграничных портов (Кенигсберга, Данцига) особого рынка для хлеба, доставляемого вагонами, причём хлеб этот оставался бы в вагонах до суток без уплаты денег за простой вагонов, а потом вагоны подавались бы к тем магазинам, куда хлеб продан». Подобное ходатайство встретило полное сочувствие в заинтересованных учреждениях, коих было немало.
По свидетельству исследователей экономики края конца XIX века, хлебная торговля там «демократизировалась», то есть из рук немногих крупных фирм она переходила в руки мелких предпринимателей. Это явление было уже повсеместным в России. Причина его — разменивание железными дорогами крупных торговых центров на более мелкие, что повлекло за собой привлечение к участию в торговом обороте более мелких капиталистов. Они находили для себя достаточным заработок на более мелких партиях, с незначительной прибылью, но с более быстрым обращением вложенного в дело капитала.

### Создание биржи

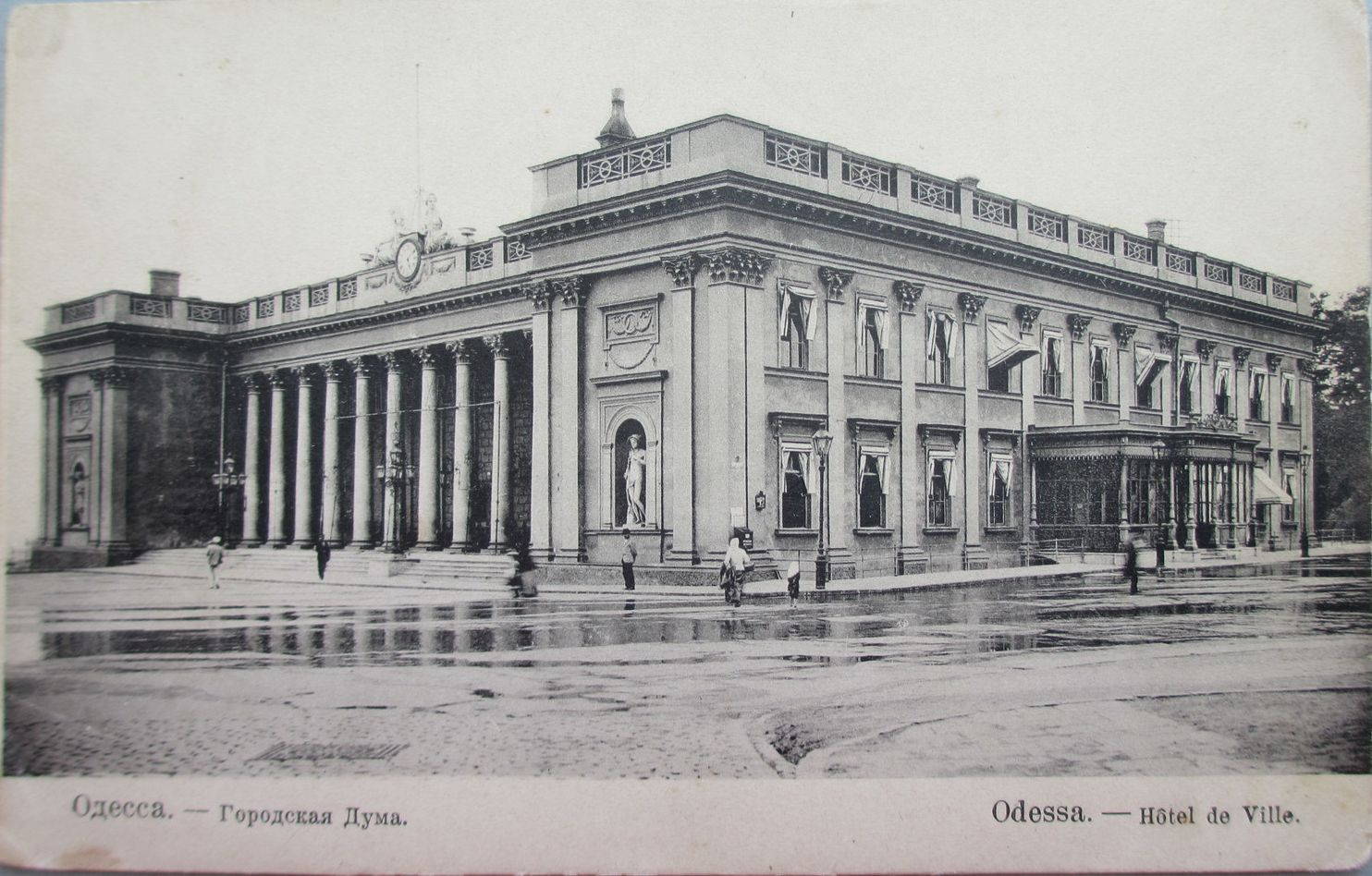
Здание «Старой биржи». С постройкой здания «новой биржи» в здании старой разместилась Городская Дума. Фотография начала XX века. (арх. Ф. К. Боффо)

Примечательно, что биржа в Одессе была создана по ходатайству иностранного купечества. Собрания проходили ежедневно с 10 до 12 часов. Для наблюдения за порядком на бирже присутствовал полицмейстер. Трёх десятков лет хватило, чтобы биржевики поставили вопрос о собственном здании, которое быстро построили. Но новая постройка не удовлетворила собирающихся, так как помещения биржи соседствовали с другими городскими учреждениями. Их работа стесняла деятельность биржевиков. С помощью облигационного займа было предложено собрать деньги на строительство новой Одесской биржи (арх. А. О. Бернардацци) Её заложили в 1894 году на углу Полицейской и Пушкинской улиц. Стоимость её строительства составляла примерно 800 тысяч рублей.
О фондовой торговле на Одесской бирже известно немного. В котировках Одесской биржи преобладали ценные бумаги местных банков и облигации городских займов. Значительная часть сделок с ценными бумагами заключалась за пределами биржи, в частности в известном кафе Фанкони. В воспоминаниях современников почти ничего не говорится о страстях в торговле ценными бумагами. Говорили, что как фондовая, Одесская биржа была не столь ажиотажна, как, скажем, Санкт-Петербургская. В те годы, а было это в самом конце века, писали:
Санкт-Петербургская и Московская биржи были и в отчётном году местом биржевой игры, хоть и не столь значительной, как в предыдущем; но на Одесской бирже игра эта совершенно не отражается.
На сегодняшний день здание Старой биржи (арх. Ф. К. Боффо) занимает Одесский городской совет, а здание новой биржи — Одесская государственная филармония.